# Вигнанка (Ковельський район)
Ви́гнанка — село в Україні, у Ковельському районі Волинської області. Населення становить 250 осіб. Входить до складу Любомльської міської громади.

## Географія
Село розміщене на правому березі річки Вижівки.

## Історія
У 1906 році село Мацеївської волості Ковельського повіту Волинської губернії. Відстань від повітового міста 30 верст, від волості 8. Дворів 54, мешканців 308.
До 4 серпня 2017 року село підпорядковувалось Почапівській сільській раді Любомльського району Волинської області.
19 липня 2020 року, в результаті адміністративно-територіальної реформи та ліквідації Любомльського району, громада увійшла до складу Ковельського району.

## Населення
Згідно з переписом УРСР 1989 року чисельність наявного населення села становила 274 особи, з яких 126 чоловіків та 148 жінок.
За переписом населення України 2001 року в селі мешкало 250 осіб.

### Мова
Розподіл населення за рідною мовою за даними перепису 2001 року:
| Мова       | Відсоток |
| ---------- | -------- |
| українська | 99,60 %  |
| російська  | 0,40 %   |